# Enevold de Falsen (officer)
 Der er flere personer med dette navn, se Enevold de Falsen.
Enevold de Falsen (16. marts eller 9. april 1812 i København – 3. maj 1867 på Søbysøgård) var en dansk officer og godsejer.
Han var søn af kontreadmiral Jørgen Conrad de Falsen og arvede i 1849 Søbysøgård efter faderen. Han blev kaptajn i Den Kongelige Livgarde, kammerjunker og Ridder af Dannebrog.
Falsen blev gift 4. november 1847 med Augusta Alexandrine Christmas, datter af kontreadmiral John Christmas, og fik tre døtre.